# Orchestre Révolutionnaire et Romantique
Das Orchestre Révolutionnaire et Romantique, 1989 von John Eliot Gardiner gegründet, spielt klassische und romantische Musik, wobei die Prinzipien und originale Instrumente der historischen Aufführungspraxis zur Anwendung kommen. Das Orchester hat Symphonien, Opern, Konzerte und weitere Werke Beethovens, Berlioz’, Brahms', Glucks, Mendelssohns, Schumanns, Verdis und Webers eingespielt. Das Orchester und der Monteverdi Choir nahmen (in Ton und Bild) 1993 in London eine Premiere von Berlioz’ Messe solennelle in der Kathedrale von Westminster auf. Es spielte auch im BBC-Film Eroica, einem Drama über Beethovens eigene Aufführung seiner 3. Sinfonie.

## Diskografie (Auswahl)
- Ludwig van Beethoven: Missa solemnis, op. 123 (Archiv Produktion; 1990)
- Ludwig van Beethoven: Messe in C, op. 86, "Ah! perfido" — "Per pietà", op. 65, Meeresstille und glückliche Fahrt, op. 112 (Archiv Produktion 1992)
- Ludwig van Beethoven: 9 Sinfonien (Archiv Produktion; 1994)
- Ludwig van Beethoven: Leonore (Archiv Produktion; 1997)
- Ludwig van Beethoven: 5 Klavierkonzerte, Rondo, WoO 6, Chorfantasie op. 80, Kammermusik-Fassungen von Klavierkonzert Nr. 4, op. 58 und Symphonie Nr. 2, op. 36 (Archiv Produktion; 1999)
- Hector Berlioz: Symphonie fantastique (Philips Classics; 1993)
- Hector Berlioz: Messe solennelle (Philips Classics; 1994)
- Hector Berlioz: Harold en Italie, Tristia (Philips Classics; 1996)
- Hector Berlioz: Roméo et Juliette (Philips Classics; 1998)
- Johannes Brahms: Ein deutsches Requiem, op. 45 (Philips Classics; 1991)
- Franz Schubert: Messe As-dur, D. 678, Hymnus an den Heiligen Geist, D. 948, Psalm 92, D. 953: Lied für den Sabbath, Stabat mater, D. 175 (Philips Classics; 1999)
- Robert Schumann: 4 Sinfonien, Zwickauer Sinfonie, Ouvertüre, Scherzo und Finale, Konzertstück für vier Hörner (Archiv Produktion; 1998)
- Robert Schumann: Das Paradies und die Peri, Requiem für Mignon, Nachtlied (Archiv Produktion; 1999)
- Giuseppe Verdi: Requiem, Quattro Pezzi Sacri (Philips Classics; 1995)
- Giuseppe Verdi: Falstaff (Philips Classics; 2001)
- Carl Maria von Weber: Oberon (Philips Classics; 2005)